# Маунт-Вашингтон (Кентуккі)
Маунт-Вашингтон (англ. Mount Washington) — місто (англ. city) в США, в окрузі Буллітт штату Кентуккі. Населення — 18 090 осіб (2020).

## Географія
Маунт-Вашингтон розташований за координатами 38°2′38″ пн. ш. 85°32′58″ зх. д. / 38.04389° пн. ш. 85.54944° зх. д. (38.043837, -85.549471).  За даними Бюро перепису населення США в 2010 році місто мало площу 15,82 км², з яких 15,74 км² — суходіл та 0,08 км² — водойми. В 2017 році площа становила 23,68 км², з яких 23,57 км² — суходіл та 0,11 км² — водойми.

## Демографія
Згідно з переписом 2010 року, у місті мешкало 9117 осіб у 3474 домогосподарствах у складі 2572 родин. Густота населення становила 576 осіб/км².  Було 3687 помешкань (233/км²).
Расовий склад населення:
| - 97,1 % — білих - 0,6 % — чорних або афроамериканців - 0,4 % — азіатів - 0,1 % — вихідців з тихоокеанських островів - 0,1 % — корінних американців |

До двох чи більше рас належало 1,2 %. Частка іспаномовних становила 1,6 % від усіх жителів.
За віковим діапазоном населення розподілялося таким чином: 28,3 % — особи молодші 18 років, 61,2 % — особи у віці 18—64 років, 10,5 % — особи у віці 65 років та старші. Медіана віку мешканця становила 35,3 року. На 100 осіб жіночої статі у місті припадало 93,4 чоловіків;  на 100 жінок у віці від 18 років та старших — 90,1 чоловіків також старших 18 років.
Середній дохід на одне домашнє господарство  становив 67 953 долари США (медіана — 62 030), а середній дохід на одну сім'ю — 74 979 доларів (медіана — 70 495). Медіана доходів становила 49 268 доларів для чоловіків та 37 798 доларів для жінок. За межею бідності перебувало 10,8 % осіб, у тому числі 14,3 % дітей у віці до 18 років та 13,1 % осіб у віці 65 років та старших.
Цивільне працевлаштоване населення становило 6657 осіб. Основні галузі зайнятості: освіта, охорона здоров'я та соціальна допомога — 22,0 %, виробництво — 14,6 %, транспорт — 11,8 %, роздрібна торгівля — 11,8 %.